# Petronila Orellana
Petronila del Carmen Orellana Delgadillo (Santiago de Chile, 1885-1963) fue una compositora de música folclórica de Chile, siendo una de sus mayores obras la cueca Chicha de Curacaví. Su trayectoria fue reconocida especialmente a mediados de la década de los 50 e inicio de la década de 1960, quedando destacada inclusive en el proyecto de la Biblioteca del Congreso Nacional, Enciclopedia Chilena, dentro del listado de folcloristas destacados.

## Carrera artística
Su carrera artística la desarrolló principalmente junto a su hermana, Mercedes, conformando el dúo "Hermanas Orellana", donde Petronila tocaba el arpa y su hermana la guitarra. Las presentaciones fueron siempre de tonadas y cantos tradicionales chilenos. Sus presentaciones se centraron en las diversas reuniones típicas y costumbristas de Chile, como trillas, rodeos y mingas. El dúo se separó a finales de la década de 1940, y Petronila siguió cantando en una de las últimas casas de canto en las cercanías del Barrio Pila del Ganso hasta que perdió lentamente la voz para seguir cantando.

## Obras reconocidas
A pesar de que su mayor logro fue la composición de la cueca Chicha de Curacaví, también participó en la creación y ejecución -en el arpa- de otros éxitos reconocidos en la cultura popular chilena.
- Los Lagos de Chile
- La Borracha
- Palito 'e canela
- A mi Patria
- Como que me voy curando
- La Huasca